# Alessandro Silva Pereira
Alessandro Silva Pereira, noto anche come Alex Pereira (Bragança, 15 maggio 1982), è un ex calciatore brasiliano, di ruolo difensore.

## Carriera
Arrivato in Svezia nel 2008 con l'ingaggio da parte dell'Assyriska (all'epoca militante in Superettan), ha fatto il suo debutto nel massimo campionato nazionale nel biennio successivo, quando ha giocato nell'Örgryte.
Tra il 2011 e il 2013 ha continuato a militare nel campionato di Allsvenskan, ma questa volta con i colori giallorossi del Syrianska. Nel 2014 ha seguito il suo allenatore, Özcan Melkemichel, nel percorso dal Syrianska all'AFC United che in quella stagione ha militato nella terza serie svedese.
Nel 2015 è stato chiamato dall'AIK come rinforzo del pacchetto difensivo, attraverso un prestito valido fino al 31 luglio 2015. Dopo essere rimasto ai margini nelle prime 10 giornate, ha trovato spazio trovando talvolta anche un posto da titolare, tanto da ottenere un prolungamento del prestito fino al termine della stagione.
Nel gennaio 2016, libero da vincoli contrattuali, è tornato all'Assyriska dove già aveva giocato otto anni prima in quella che fu la sua prima squadra europea.